# Vytenis
Vytenis, död 1316, var en litauisk regent. Han var regerande storfurste av Litauen 1295–1316.